# 太要站
太要站，原名七里村站，位于中国陕西省渭南市潼关县太要镇，于1960年随陇海铁路复线及三门峡水利枢纽改线工程通车启用，为郑州铁路局管辖的陇海铁路上四等站，2005年西安铁路局成立后成为郑州铁路局管辖的最西端的车站。太要站东距连云港站939公里，西距兰州站820公里。